# Ervěnice

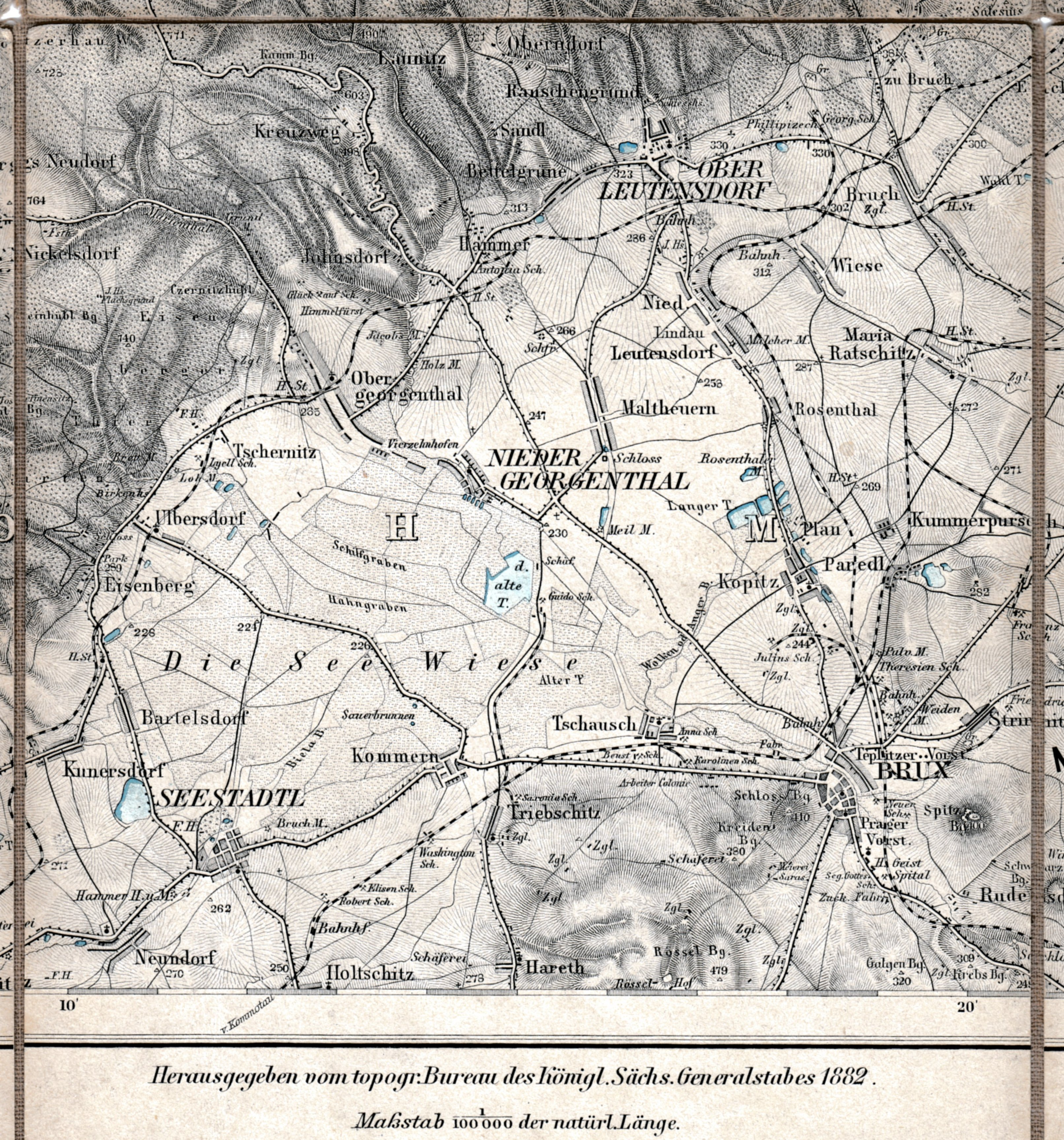
Lage der Stadt auf einer sächsischen Generalstabskarte (1882)

Ervěnice (deutsch Seestadtl) war eine Stadt im Okres Most in Tschechien, die bis 1960 dem Okres Chomutov zugehörig war.

## Geographische Lage
Die Stadt lag im Nordböhmischen Becken an einer sanft ansteigenden Anhöhe am rechten Ufer des Flusses Biela, gegenüber der Einmündung des Altbachs.

## Geschichte
Die Gegend war bereits in der jüngeren Steinzeit (5500 bis 4200 v. Chr.) besiedelt. Die erste schriftliche Aufzeichnung stammt aus dem Jahr 1238. In dieser wird ein gewisser Albert, Sohn des Nečepluk von Ruenitz, erwähnt. Auf dem Areal des Ortes gab es zur damaligen Zeit auch zwei, jeweils auf den entgegengesetzten Seiten des Ufers erbaute Festen, die von unterschiedlichen Geschlechtern gehalten wurden. Die erstere gab es bereits um 1300 bis Ende des 15. Jahrhunderts, die zweite Feste wurde vermutlich Anfang des 14. Jahrhunderts erbaut und bestand bis Anfang des 16. Jahrhunderts. Zu Beginn des 14. Jahrhunderts wurde der Ort zum Städtchen erhoben und erhielt 1568 Wappen und Siegel.

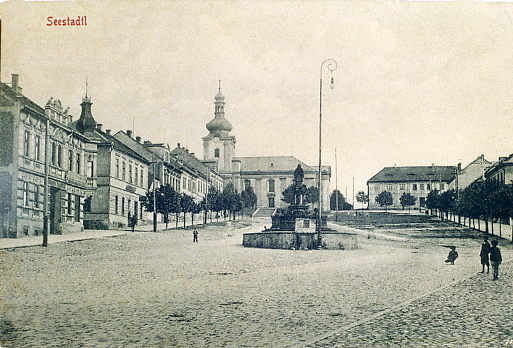
Ringplatz (um 1900)

1519 wurden beide Ortsteile durch Sebastian von Weitmühl vereinigt. 1571 erwarb Bohuslav der Ältere von Michelsberg (Bohuslav starší z Michalovce) die Ländereien, dem sie 1622 konfisziert und der Herrschaft des Wilhelm Popel von Lobkowitz zugeschlagen wurden. Die Familie hielt das Gut bis 1848.
Die Bevölkerung wuchs vom Beginn des 17. Jahrhunderts, als es im Ort 45 Häuser gab, auf 751 Einwohner im Jahr 1848 und um weitere über eintausend zur Zeit der Industrialisierung Ende des 19. Jahrhunderts.
Im Jahr 1870 erhielt Seestadtl einen Bahnhof an der Bahnstrecke Aussig–Komotau der k.k. priv. Aussig-Teplitzer Eisenbahn (ATE). Er lag südlich der Stadt auf der Flur des benachbarten Holtschitz und trug anfangs den Doppelnamen Holtschitz-Seestadtl.
Im Jahr 1900 hatte Seestadtl 2962 Einwohner, davon waren 2402 deutsch- und 546 tschechischsprachig.  Nach dem Ersten Weltkrieg wurde Seestadtl der neu geschaffenen Tschechoslowakei zugeschlagen.

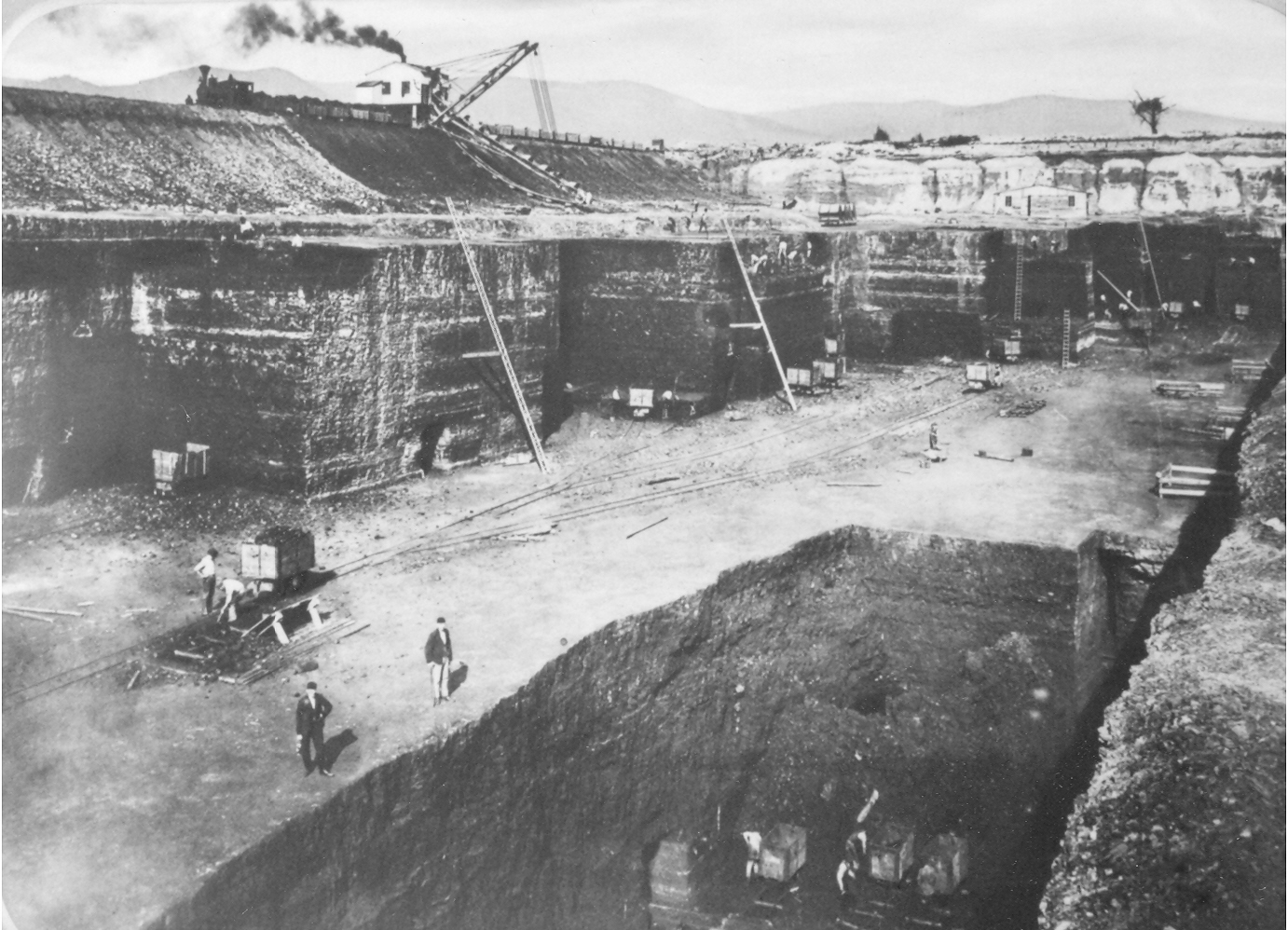
Braunkohleförderung im Tagebau (k.k. Hedwigschacht, um 1900)

Die Einwohner arbeiteten vorrangig in den umliegenden Braunkohleschächten. Auf der Flur von Seestaddtl lagen die Tiefbaugruben Ellyschacht und Robertschacht sowie der im Tagebau fördernde staatliche k.k. Hedwigschacht. Der Hedwigschacht war über eine eigene Schleppbahn an die Station Eisenberg der k.k. priv. Dux-Bodenbacher Eisenbahn (DBE) angeschlossen.
Ab 1923 errichteten die Zentral-Elektrizitätswerke in Prag (Ústřední elektrárny v Praze) am Hedwigschacht das erste Großkraftwerk der Tschechoslowakei. Es ging im Februar 1926 als Zentralkraftwerk Seestadtl (Ústřední elektrárna Ervěnice) mit einer Leistung von 45 MW in Betrieb. Über eine Hochspannungsfernleitung wurde die erzeugte elektrische Energie nach Prag geliefert. Sie war Ausgangspunkt des ab 1930 aufgebauten landesweiten Verbundnetzes.
Nach dem Münchner Abkommen lag Seestadtl ab Oktober 1938 auf deutschem Staatsgebiet. Administrativ gehörte Seestadtl dann zum Landkreis Komotau, Regierungsbezirk Aussig, im Reichsgau Sudetenland.
Zwischen dem 1. September und 7. Oktober 1944 wurde in Seestadtl das temporäre Außenlager Brüx des KZ Flossenbürg eingerichtet, in das tausend Häftlinge aus dem KZ Sachsenhausen verbracht wurden. Kommandoführer soll der SS-Hauptscharführer Gustav Göttlich gewesen sein. Etwa 490 der Häftlinge wurde von der Mineralölbaugesellschaft als Hilfsarbeiter angefordert. Ob diese in Maltheuern oder beim Verlagerungsprojekt Richard II zum Einsatz kamen, ist nicht bekannt.
Am Ende des Zweiten Weltkriegs am 9. Mai 1945 kam Seestadtl als Ervěnice an die Tschechoslowakei zurück. Die deutschsprachige Bevölkerung wurde mehrheitlich enteignet und des Landes verwiesen.

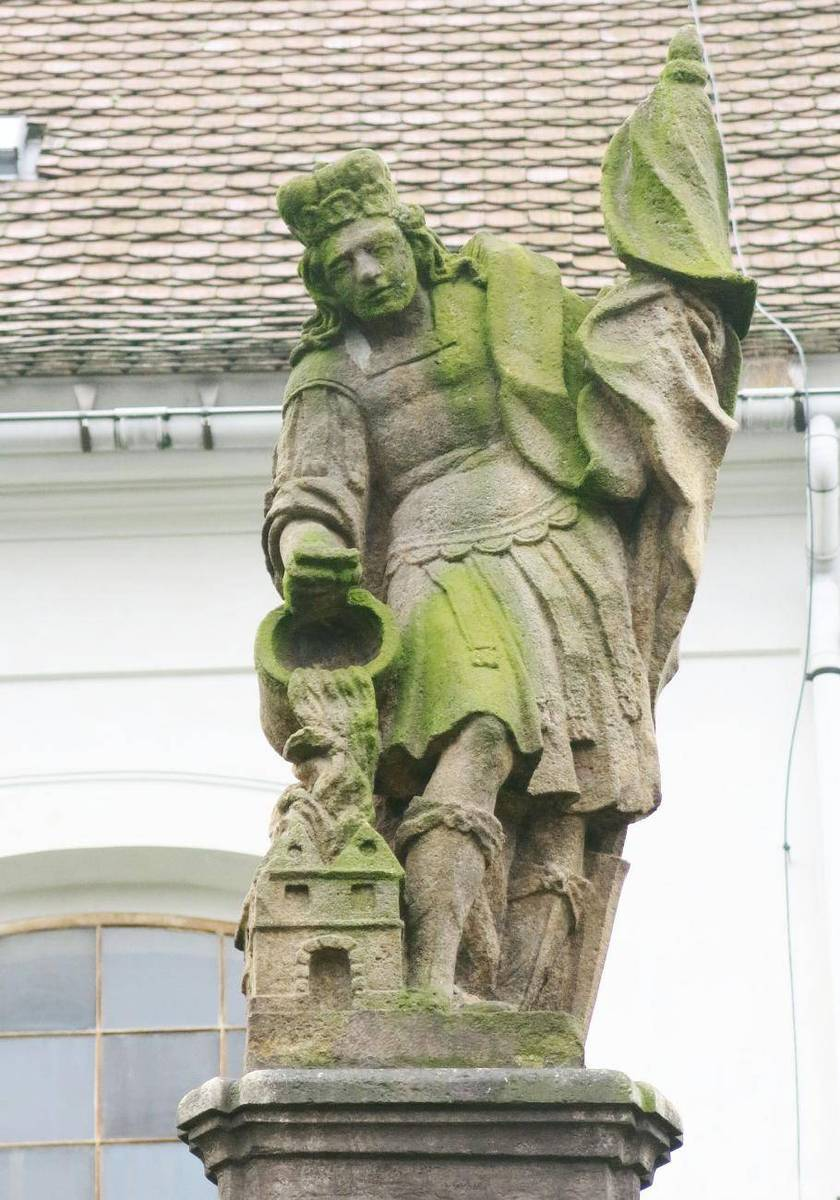
Skulptur des hl. Florian aus Seestadtl, jetzt in Kleinpriesen

In den Jahren 1959 bis 1960 wurde die Stadt aufgrund des fortschreitenden Tagebaues entsiedelt und abgerissen. Der Bahnhof Ervěnice war schon 1955 aufgrund einer bergbaubedingten Neutrassierung der Eisenbahnstrecke aufgeben worden. Das auf kohlefreiem Areal gebaute Kraftwerk war noch bis 1980 in Betrieb.
Das Katastralgebiet von Ervěnice wurde der Ortschaft Komořany u Mostu zugeschlagen, die ihrerseits im Jahr 1988 nach Most (Brüx) eingemeindet wurde.
Die denkmalgeschützten Statuen des Hl. Johann von Nepomuk aus dem Jahr 1730 und des Hl. Florian von 1717 wurden nach Malé Březno (Kleinpriesen) umgesetzt.
Im Jahre 1983 wurde ein bis 150 Meter hoher Damm geschüttet, welcher die Bahnstrecke Ústí nad Labem–Chomutov, die Europastraße 442 (Silnice I/13) und den Fluss Bilina (Biela) quer durch die Bergbaulandschaft zwischen Chomutov und Most leitet. Dieser erhielt nach der erloschenen Stadt den Namen Ervěnický koridor.

## Demographie
Bis 1945 war Seestadtl überwiegend von Deutschböhmen besiedelt, die mehrheitlich vertrieben wurden. Dazu gab es eine wachsende tschechische Minderheit, die als Arbeitskräfte vom Bergbau angeworben wurden.
| Jahr | Einwohner | Anmerkungen |
| ---- | --------- | --- |
| 1830 | 0665      | in 145 Häusern |
| 1845 | 0751      | in 148 Häusern |
| 1900 | 2962      | zumeist deutsche Einwohner                                                                                            |
| 1921 | 4028      | Volkszählung: 2467 Deutschen, 1298 Tschechoslowaken, 13 Juden, 8 ČS-Bürger von anderen Nationalitäten, 62 Auswärtigen |
| 1930 | 5121      | [ 7 ] |
| 1939 | 4224      | [ 7 ] |

| Jahr      | 1950 | 1961 | 1970 |
| --------- | ---- | ---- | ---- |
| Einwohner | 2272 | 178  | 116  |

## Söhne und Töchter der Stadt
- Franz Bernt (1867–1936), Landwirt und Politiker (Deutschradikale Partei)
- George Saiko (1892–1962), österreichischer Kunsthistoriker und Autor
- Valerie Radtke (1913–1999), Autorin einer Autobiographie in zwei Teilen „Ich suche Liebe – Roman meines Lebens. Kindheit“ (1984), „Und wider alle Einsamkeit – Roman meines Lebens. Jugend“ (1988).
- Friedrich Mayer (1919–2003), Politiker (CDU in der DDR), Abgeordneter der Volkskammer der DDR